# Gold (компоновщик)
gold — компоновщик для ELF-файлов. Он стал официальным пакетом GNU и был добавлен в binutils в марте 2008 года и был впервые выпущен в составе binutils версии 2.19. Gold был разработан Йеном Лэнсом Тейлором и небольшой командой из Google. Мотивацией для написания gold было создание компоновщика, который является более быстрым, чем GNU linker, особенно для больших приложений, написанных на C++.